# Międzyleś (wieś w województwie lubelskim)

Nieoficjalny herb wsi Międzyleś

Międzyleś – wieś w Polsce, położona w województwie lubelskim, w powiecie bialskim, w gminie Tuczna.
Do 1933 istniała gmina Międzyleś. W latach 1975–1998 miejscowość administracyjnie należała do województwa bialskopodlaskiego.
Wieś jest sołectwem w gminie Tuczna. Według Narodowego Spisu Powszechnego z roku 2011 wieś liczyła 198 mieszkańców.

## Części wsi
| SIMC    | Nazwa        | Rodzaj    |
| ------- | ------------ | --------- |
| 1024439 | Piczowska    | część wsi |
| 0021195 | Pola         | część wsi |
| 1024623 | Przeciwsiole | część wsi |
| 1024630 | Przywrocie   | część wsi |
| 1024652 | Rubczaki     | część wsi |
| 1024770 | Zagumienie   | część wsi |
| 1024801 | Zagrodzie    | część wsi |

## Kościoły
Większość mieszkańców wsi stanowią prawosławni, funkcjonuje parafia św. Anny. Cerkiew parafialna pochodzi z 1985. Poprzednia została zniszczona w czasie akcji burzenia cerkwi w 1938.
Wierni kościoła rzymskokatolickiego należą do parafii św. Anny w Tucznej.
Na terenie wsi działalność duszpasterską prowadzi Kościół Chrystusowy w Międzylesiu, stanowiący placówkę zboru w Białej Podlaskiej. Należy on do Kościoła Chrystusowego w RP, będącego kościołem protestanckim o charakterze ewangelicznym.